# Craig Parkinson
Craig Parkinson (11 de marzo de 1976) es un actor británico. Hizo de Shaun en la serie Misfits, de los gemelos Jimmy and Johnny Kray en Whitechapel, y de DI Matthew 'Dot' Cottan en Line of Duty.
Ha actuado en películas como Control, Soulboy, The Unloved y Four Lions.

## Primeros años
Parkinson creció en Blackpool, Lancashire. Comenzó a actuar a una edad temprana en producciones teatrales escolares. Estudió en el Blackpool and The Fylde College antes de mudarse a Londres a la edad de diecisiete años para asistir al Mountview Academy of Theatre Arts.

## Actuación
Sus primeros papeles fueron para las series Dalziel and Pascoe, The Bill y Holby City. Debutó en el cine con la película Control, sobre el cantante Ian Curtis, donde interpretaba a Tony Wilson. En 2008 protagonizó The Taxidermist como el taxidermista. La película ganó varios premios, incluyendo uno en el Palm Springs International Short Film Festival por 'Mejor Película de más de 15 minutos' y un Rhode Island International Horror Film Festival al 'Mejor Cortometraje'.
En 2009 interpretó a Ben en The Unloved. Allí compartió el rodaje con Lauren Socha, con la que más tarde compartiría reparto en Misfits, como también su mujer, Susan Lynch.
En 2010 interpretó a los gemelos Jimmy y Johnny Kray en la serie Whitechapel. Ese mismo año hizo de Alan en la pelícjla Soulboy y de Cubitt en Brighton Rock. Hacia finales de 2010 comenzó a dar vida a Shaun en Misfits. Su papel continuó hasta 2011.
En 2011 protagonizó la película Ghosted como el prisionero Clay. El reparto también incluía a John Lynch, su cuñado, y Martin Compston, con el que Parkinson había trabajado anteriormente en Soulboy. Ese mismo año interpretó a Tommy Flynn en In with the Flynns.
En 2011 Parkinson fue Matt 'Dot' Cottan en Line of Duty.
En 2012 interpretó al reverendo Horace en The Secret of Crickley Hall, adaptación de la novela homónima de James Herbert. También protagonizó el videoclip de la canción "Two Fingers" de Jake Bugg.
En 2013 protagonizó la serie Great Night Out como Glyn. También hizo de Charles Crout en El Molino.
Retomó su papel de Matt 'Dot' Cottan en 2013 para la segunda temporada de Line of Duty, y en 2015 para la tercera temporada.
En 2015, interpretó al inspector Fry en la obra de teatro Hangmen. También fue el misionero Dougie Raworth en Indian Summers.
En 2017, apareció en Would I Lie to You?.

## Vida personal
Parkinson es 1,94 metros de alto. Está casado con la actriz irlandesa, Susan Lynch; tienen un hijo. La pareja reside en Cotswolds, tras haber dejado Londres.

## Filmografía

### Televisión
| Año         | Título                         | Papel                      | Notas                                                                              |  |
| 2001        | Dalziel and Pascoe             | Paul Collingwood           | Temporada 6, Episodio 2: "Home Truths"                                             |  |
| 2002        | Attachments                    | Darren                     | Temporada 2, Episodio 10: "Logan's Run"                                            |  |
| 2002        | The Bill                       | Detroitz                   | Temporada 18, Episodio 71 y 72                                                     |  |
| 2002-2003   | Ed Stone Is Dead               | Scotty Wilmslow            | Temporada 1, Episodio 1, 9, 10, y 11                                               |  |
| 2003        | Holby City                     | Gaz Simpson                | Temporada 5, Episodio 29: "Desperate Measures"                                     |  |
| 2004        | No Angels                      | Mick                       | Temporada 1, Episodio 1                                                            |  |
| 2004        | La movida                      | Art Tutor                  | Temporada 1, Episodio 5: "A Touch of Class"                                        |  |
| 2004        | Black Books                    | Martin the Tout            | Temporada 3, Episodio 4: "A Little Flutter"                                        |  |
| 2004        | Born and Bred                  | Eric                       | Temporada 3, Episodio 6: "And Is There Still Honey for Tea?"                       |  |
| 2005        | The Inspector Lynley Mysteries | Simon Dawkins              | Temporada 4, Episodio 1: "In Divine Proportion"                                    |  |
| 2007        | Lead Balloon                   | Simon Russell              | Temporada 2, Episodio 6: "Debacle"                                                 |  |
| 2008        | Lark Rise to Candleford        | Joven Amos                 | Temporada 1, Episodio 3                                                            |  |
| 2010        | Whitechapel                    | Jimmy Kray/Johnny Kray     | Temporada 2, todos los episodios                                                   |  |
| 2010-2011   | Misfits                        | Shaun                      | Toda la temporada 2 y los episodios 1-5 de la temporada 3                          |  |
| 2011        | In with the Flynns             | Tommy Flynn                | Temporada 1, todos los episodios                                                   |  |
| 2012        | The Secret of Crickley Hall    | Reverendo Horace           | Episodio 3                                                                         |  |
| 2013        | Endeavour                      | Reg Tracepurcel            | Temporada 2, Episodio 4 "Rocket"                                                   |  |
| 2013        | Great Night Out                | Glyn                       | Reparto principal                                                                  |  |
| 2013        | El Molino                      | Charles Crout              | Todos los episodios                                                                |  |
| 2014        | Prey                           | DI Sean Devlin             | Todos los episodios                                                                |  |
| 2011 - 2015 | Line of Duty                   | DS/DI Matthew 'Dot' Cottan | Reparto principal. Temporadas 1, 2 y 3. Aparición no acreditada en la temporada 4. |  |
| 2016        | Uncle                          | Cyril                      |                                                                                    |  |
| 2015 - 2016 | Indian Summers                 | Dougie Raworth             | Temporada 1 y 2, todos los episodios                                               |  |
| 2018        | Killed by My Debt              | Bailiff                    |                                                                                    |  |
| 2018        | Sick of It                     | Neil                       | Temporada 1, Episodio 1                                                            |  |
| 2021        | Doctor Who                     | The Grand Serpent          | Series 13                                                                          |  |

### Películas
| Año  | Título                   | Papel                  | Notas |
| ---- | ------------------------ | ---------------------- | --- |
| 2007 | Control                  | Tony Wilson            | Mejor película británica independiente - British Independent Film Awards 2007 Audience Choice Award - Chicago International Film Festival 2007 Mejor guion - Chicago International Film Festival 2007 Mejor película - Hamburg Film Festival 2007 Mejor película - Evening Standard British Film Awards 2008 Película británica del año - London Critics Circle Film Awards 2008 |
| 2007 | Aprendiz de caballero    | Tindaro                | |
| 2008 | The Other Man            | George                 | |
| 2009 | The Taxidermist          | El taxidermista        | Cortomtraje Mejor Película de más de 15 minutos - Palm Springs International Festival of Short Films Mejor Cortometraje - Rhode Island International Horror Film Festival Special Jury Mention - Austin International Film Festival Best Cinematography - Rhode Island International Film Festival 2009 Special Recognition - LA Shorts Fest 2009                                |
| 2009 | The Unloved              | Ben                    | Película de televisión Mejor Drama - BAFTA 2010 |
| 2009 | Flor del desierto        | Neil                   | Mejor Película Europea - Festival Internacional de Cine de San Sebastián 2009 |
| 2010 | Four Lions               | Matthew 'Matt' Jaggard | Mejor Comedia - Empire Awards Reino Unido 2011 |
| 2010 | Soulboy                  | Alan                   | |
| 2010 | Brighton Rock            | Cubitt                 | |
| 2011 | When the Lights Went Out | Brian                  | |
| 2011 | Ghosted                  | Clay                   | |

### Teatro
| Año  | Título                    | Papel                 | Notas                                            |
| ---- | ------------------------- | --------------------- | ------------------------------------------------ |
| 1998 | Martin Guerre             | Ensemble              | Prince Edward Theatre                            |
| 2000 | Much Ado About Nothing    | Watchman              | Open Air Theatre, Regent's Park.                 |
| 2000 | The Pirates of Penzance   | Policía               | Open Air Theatre, Regent's Park.                 |
| 2000 | A Midsummer Night's Dream | Francis Flute         | Open Air Theatre, Regent's Park.                 |
| 2006 | Measure for Measure       | Provost               | Complicite/Royal National Theatre                |
| 2006 | Everything is Illuminated | Alex Perchov/Sofiowka | Hampstead Theatre, Londres.                      |
| 2011 | Ecstasy                   | Len                   | Hampstead Theatre]l, Londres                     |
| 2015 | Hangmen                   | Inspector Fry         | Royal Court Theatre y Wyndham's Theatre, Londres |